# 黃震昌
黃震昌（15世紀—16世紀），字子亨，江西南康府安義縣南昌里人，明朝政治人物。

## 生平
黃震昌是嘉靖元年（1522年）壬午科江西鄉試第一百十四名舉人，授湘陰知縣，為人慎重但平易近人，以訓課士子、振興學校為己任，三十年（1551年）調湯溪知縣，當地因倭警使徵派繁多，他實行節省不影響人民，陞澧州知州，改汀州同知，四十年（1561年）署理永定縣事，平定流寇李占春有功，鄉人避難永定縣城中，流離失所，他捐款賑饑救活者眾，澧州人為他立去思碑，汀州人為他立生祠，後崇祀鄉賢祠。

## 引用
1. 1 2  同治《安義縣志·卷九·人物志》：黃震昌，南昌里人，與（黃）餘慶同科（嘉靖元年應天鄉試）舉人，授湘陰知縣，制回補湯溪知縣，陞澧州知州，轉汀州府同知，五膺薦舉，見《湘陰志》循良傳，澧州立去思碑，汀州立生祠塑像，後崇祀鄉賢。 同上（陳志）
2. ↑  光緒《湘陰縣圖經·卷三十一·名宦傳》：黃震昌，南康安義舉人，嘉靖中任知縣，謹飭平易，以訓課士子、振興學校為事，士民懷之。
3. ↑  民國《湯溪縣志·卷八·職官》：黃震昌，字子亨，江西安義人，由舉人令湯溪，時浙遇倭警，徵派多端，震昌一意節省，而民若勿聞，尋擢澧州牧。 前志名宦
4. ↑  同治《汀州府志·卷二十·名宦》：黃震昌 遂安舉人，佐郡有惠政，嘉靖四十年署永定，平寇李占春有功，鄉人避難城中，流離失所，震昌捐賑全活甚眾。